# 운명의 박차
운명의 박차(The Naked Spur)는 미국에서 제작된 안소니 만 감독의 1953년 서부 영화이다. 제임스 스튜어트 등이 주연으로 출연하였고 윌리엄 H. 라이트 등이 제작에 참여하였다.
서부 영화에서는 보기 드문 영예인 아카데미 각본상 후보에 올랐다.

## 출연

### 주연
- 제임스 스튜어트
- 자넷 리
- 로버트 라이언
- 랠프 미커
- 밀러드 미첼